# إمنتلات (إندوزال)
إمنتلات هو دُوَّار يقع بجماعة تتاوت، إقليم تارودانت، جهة سوس ماسة في المملكة المغربية. ينتمي الدوّار لمشيخة إندوزال التي تضم 36 دوار. يقدر عدد سكانه بـ 234 نسمة حسب الإحصاء الرسمي للسكان والسكنى لسنة 2004.

## روابط خارجية
- البوابة الوطنية للجماعات الترابية
- المندوبية السامية للتخطيط